# ۵۳۸ (قمری)
۵۳۸ (قمری)، پانصد و سی و هشتمین سال در گاهشماری هجری قمری است. اول محرم این سال برابر با بیست و سوم ژوئیه سال ۱۱۴۳ میلادی است.

## وابسته
- محمود زمخشری